# Marquesado de Oreja
El marquesado de Oreja es un título nobiliario español creado el 8 de abril de 2010 por el rey Juan Carlos I de España, en favor de Marcelino Oreja Aguirre, doctor en Derecho, embajador de España, presidente de la Real Academia de Ciencias Morales y Políticas.

## Denominación
La denominación de la dignidad nobiliaria refiere al apellido paterno, por el que fue universalmente conocida la persona a la que se le otorgó dicha merced nobiliaria.

## Carta de otorgamiento
El título se le concedió por: 

«La destacada y dilatada trayectoria de don Marcelino Oreja Aguirre, al servicio de España y de la Corona, merece ser reconocida de manera especial, por lo que, queriendo demostrarle mi Real aprecio,...»
Real Decreto 430/2010, de 8 de abril. Publicado en el BOE el 9 abril 2010.

## Armas
De merced nueva. Partido y medio cortado: 1.º, en campo de oro, un gallo crestado de gules, contornado; 2.º, en campo de plata, un dragón rampante, de sinople, linguado y uñado de gules; y 3.º, en campo de azur, 12 estrellas de cinco puntas, de oro, puestas en círculo y acompañadas de dos veneras de plata, puestas en los cantones del jefe. Leyenda: «La verdad os hará libres».

## Marqueses de Oreja
|                            | Titular                    | Periodo                    |
| Creación por Juan Carlos I | Creación por Juan Carlos I | Creación por Juan Carlos I |
| -------------------------- | -------------------------- | -------------------------- |
| I                          | Marcelino Oreja Aguirre    | 2010-actual titular        |

## Historia de los marqueses de Oreja
- Marcelino Oreja Aguirre (1935-), i marqués de Oreja,[2] doctor en Derecho, embajador de España, presidente de la Real Academia de Ciencias Morales y Políticas.

Casó en 1967 con Silvia Arburúa Aspiunza (1943-), hija del exministro Manuel Arburúa de la Miyar y de su esposa María del Pilar Aspiunza Sánchez-Lozano, de cuyo matrimonio nacieron dos hijos: Marcelino Oreja Arburúa (1969-) y Manuel Oreja Arburúa (1970-).
ACTUAL MARQUÉS DE OREJA